# Toujours là pour toi (série télévisée)
Toujours là pour toi (Firefly Lane) est une série télévisée américaine diffusée en 2021. La série est basée sur le roman Firefly Lane (paru en 2008), de Kristin Hannah.

## Synopsis
Tully Hart (Katherine Heigl), est la célèbre animatrice d'un talk show, The Girlfriend Hour. Elle est la meilleure amie de Kate Mularkey (Sarah Chalke), depuis leurs quatorze ans. Cette dernière, en procédure de divorce, essaie tant bien que mal de concilier sa relation avec sa fille adolescente, Marah (Yael Yurman), et sa recherche d'emploi.
La série suit leur vie, depuis leur adolescence dans les années 1970, leurs débuts dans le monde du travail en tant que jeunes aspirantes journalistes dans les années 1980, jusqu'aux début des années 2000, alors que Tully est devenue une présentatrice renommée et que Kate a renoncé à sa carrière pour être mère au foyer et tenter de devenir écrivaine.

## Distribution
- Katherine Heigl (VF : Vanessa Van-Geneugden) : Tallulah ''Tully'' Hart (adulte)
  - Ali Skovbye (VF : Zina Khakhoulia) : Tallulah ''Tully'' Hart (adolescente)
  - London Robertson : Tallulah ''Tully'' Hart (enfant)
- Sarah Chalke (VF : Laurence Dourlens) : Kathleen ''Kate'' Mularkey (adulte)
  - Roan Curtis (VF : Lila Lacombe) : Kathleen ''Kate'' Mularkey (adolescente)
- Ben Lawson (VF : Thomas Roditi) : Johnny Ryan
- Yael Yurman (VF : Karl-Line Heller) : Marah Ryan (fille de Kate et de Johnny)
- Jon-Michael Ecker (VF : Yoann Sover) : Max
- Beau Garrett (VF : Léovanie Raud) : Dorothy ''Cloud'' Hart (mère de Tully)
- Ignacio Serricchio (VF : Damien Witecka) : Danny Diaz (saison 2)

### Acteurs récurrents
- Brendan Taylor : Mutt
- Chelah Horsdal (VF : Juliette Degenne) : Margie Mularkey (mère de Kate)
- Brandon Jay McLaren : Travis
- Jason Mckinnon (VF : Jérôme Berthoud) : Sean Mularkey (frère de Kate) (adulte)
  - Quinn Lord (VF : Benjamin Bollen) : Sean Mularkey (frère de Kate) (adolescent)
- Paul McGillion (VF : Bernard Bollet) : Bud (père de Kate)
- Martin Donovan (VF : Bernard Lanneau) : Wilson King (2 épisodes)
- Laura Cerón : Isabel Brody (1 épisode)
- Jay Brazeau : Torcoletti (1 épisode)